# Sulfolobus solfataricus
Sulfolobus solfataricus  è una specie appartenente al regno degli archibatteri. Si tratta di un termoacidofilo (in particolare ipertermofilo), ciò significa che vive in condizioni estremamente acide e calde, come i geyser. È stato scoperto e isolato per la prima volta da due microbiologi tedeschi Karl Setter e Wolfram Zillig nel 1980.
Il nome Solfataricus  si riferisce al luogo in cui fu scoperto ovvero nel vulcano Solfatara, vicino a Napoli. Questa specie cresce ad alte temperature (circa 75-80 °C), a pH compreso fra 2 e 3. Queste condizioni lo classificano come un estremofilo per la sua preferenza a crescere in ambienti a temperatura estrema e basso pH. Attualmente è il microrganismo più studiato all'interno del phylum Crenarcheota.